# ローズ・タイラー
ローズ・タイラー（Rose Tyler）は、テレビドラマ「ドクター・フー」に登場する9代目ドクターと10代目ドクターのコンパニオンである。ビリー・パイパーが2009年スペシャル『時の終わり』まで演じた。日本語版の声優は坂本真綾。

## 人物
ロンドンで暮らす勇敢で気さくな19歳のブロンドの少女として描かれ、異星人であるドクターとは違い視聴者に近い立場にある。そのため、高校卒業後は大学進学を果たせず洋服店で働いているなど庶民的である。それゆえカサンドラなどからはガサツと称されることがある。
シリーズ当初は地球人と違う感性や思考を有するドクターと対立することも多々あったが、タイムウォーを経験し荒んでいたドクターの心を次第に柔和なものに変えていく。当初はミッキー・スミスと交際していたが、ドクターと旅をするうちにドクターに感化され、シリーズ1「わかれ道」で彼と口づけを交わし、シリーズ2では互いに愛し合っていた。一方、母親のジャッキー・タイラーからはドクターや未知の存在に近づくことを危惧されていた。
彼女の目線ではシリーズ1『マネキンウォーズ』がドクターたちとの初めての接触であったが、幼少期にドクターから自転車をプレゼントされていたり、育っていく様子をキャプテン・ジャック・ハークネスが見ていたりと以前から出会っている。

## 登場

### シリーズ1
2005年、勤務先の洋服店にてネスティーンが操るオウトンに襲われ、9代目ドクターにより救出される。その後調査を続けるドクターと再会し、ネスティーンに追い詰められた彼を救出する。ネスティーン討伐後にドクターから一緒に旅に出ないかと誘われ一旦拒否したものの、彼が乗る宇宙船ターディスがタイムマシンであることを知り、同行を決意する。時にドクターと対立しながらも、50億年後の宇宙ステーションや1869年のカーディフなどへ旅する。このとき、カーディフで召使の少女グィネスから「バッド・ウルフ」という言葉を告げられる。
2006年にロンドンへ帰還し、1年間行方不明扱いとなっていたことを知る。母ジャッキーや恋人ミッキーからひどく心配され、特にジャッキーはドクターを憎むほどであったが、2人を説得し再び旅をする。2012年ではアメリカ合衆国ユタ州でダーレクと初めて遭遇、その直後には2000世紀の宇宙ステーションサテライト5でジャグラフェスの支配体制を崩壊させた。
1987年、交通事故で本来死亡するはずだった父ピート・タイラーを救出してしまう。彼女がターディスに乗り込んだ理由が亡くなった父を救うためだったことが判明し、ドクターから「間抜けな猿」と罵倒され一時的に見放される。ピートの救出がリーパーの出現をもたらして宇宙が消滅の危機に瀕し、父ピートは責任をとって自ら死を選ぶ。ローズは父の手を握り最期を看取った。
1941年のロンドンでドクターとはぐれて気球で空を彷徨っていたところ、キャプテン・ジャック・ハークネスに助けられる。この時からジャックを加えた3人で旅を始めるが、1333年の京都を観光した直後トランスマットビームにより2001世紀のサテライト5へ転送され、デスゲームに参加させられる。決勝戦でローズは敗北、再びトランスマットビームを受けダーレクの戦艦へ転送される。ダーレクが数百年をかけていた地球侵攻作戦を前倒ししたため、ローズはドクターの手で21世紀に送り返されることとなる。21世紀の地球で歯がゆい気分を味わっていたが、これまで自分が目にしてきた「バッド・ウルフ」という言葉が警告ではなくメッセージであると気づき、ターディスの心臓部を開放して自らの精神と繋げてターディスを操作し2001世紀へ戻る。タイム・ヴォルテックスをダーレク艦隊に流し込んで原子レベルに分解し、同時に戦死していたジャックを蘇生させる。しかしタイム・ヴォルテックスの莫大なエネルギーが肉体を蝕み始め、ドクターが代わりにエネルギーを引き受けることで救助される。このとき、復活したジャックは2001世紀に置き去りとなっている。
タイム・ヴォルテックスを浴びた9代目ドクターは10代目ドクターに再生し、ローズはその変貌に戸惑う。しかしシコラックスを退ける10代目ドクターを見てドクターだと認め、旅を再開した。

### シリーズ2
かつて50億年後の世界で出会ったカサンドラと再び遭遇し肉体を乗っ取られ、病院内でパンデミックを起こしかけた後に彼女の死を看取る。トーチウッド設立のきっかけとなった狼男と遭遇した後、4代目ドクターのコンパニオンであったサラ・ジェーン・スミスと出会う。サラを旅に誘うが辞退され、代わりにミッキーがターディスに乗船する。
3人で旅をするうち、誤ってパラレルワールドに漂着。この世界では父ピートが生存している、タイラー夫妻が巨万の富を築いている、ミッキーの死んだ祖母が生きているという差異が存在し、ローズとミッキーはこの世界に惹かれていく。この世界における巨大企業サイバス工業の責任者ジョン・ルーミックがサイバーマンを創り上げ全人類のアップグレードを計画し、ローズたちはピートとともにこの陰謀に巻き込まれる。結果ミッキーはパラレルワールドに残り、ローズは元の世界へ帰還する。
未来の惑星探査基地に到着したドクターとローズは、宇宙誕生以前から存在すると自負するビーストによる攻撃を受ける。無事ビーストを倒し惑星から脱出したが、ビーストにより「勝ち目のない戦で勇敢に戦い死ぬ定め」と予言される。
2007年の地球に帰還したローズとドクターだが、そこで待ち受けていたのは無数のゴーストと突如出現した球体であった。ゴーストの発生源となっているトーチウッド1に乗り込み潜入調査をするローズだったが、サイキックペーパーを見破られ確保される。そのときゴーストの正体がパラレルワールドから来訪したサイバーマンであると発覚し、同時に球体が活動を開始してダーレクが出現する。球体はボイドシップと呼ばれるもので、パラレルワールド間に存在するボイド空間を旅する乗り物だった。ダーレクとサイバーマンの戦争に巻き込まれ、ローズはジャッキーたちとともにパラレルワールドへ避難することとなる。命令を拒絶してドクターとともにいることを選んだが、窮地に陥った際にピートに助けられ、パラレルワールドへ回収された。こうしてドクターとの関係は断絶されることとなった。
事態が収束した後、超新星のエネルギーを利用したドクターから通信を受ける。彼に愛を伝えるが、ドクターからの告白は未遂に終わる。

### シリーズ3
シリーズ3では登場しないものの、ストーリーに大きな影響を及ぼしている。始終ローズのことを口にするドクターにマーサ・ジョーンズが不満を抱く、ジャックとドクターがローズの話をしたことでヤナ教授が記憶を取り戻すなどの展開があり、不在ながらも依然として重要人物の地位についている。

### シリーズ4
ダーレクがリアリティ・ボムでボイド空間を破壊したためパラレルワールド間の行き来が可能となり、ローズは再登場を果たす。過去改変に巻き込まれたドナ・ノーブルを助け、彼女を元の世界へ戻す手伝いをする。このとき、ドクターへの伝言を彼女に託しており、その言葉は「バッド・ウルフ」だった。それを聞いたドクターは宇宙に終焉が迫っていることを悟る。
ダーレクが地球に侵攻を開始する直前に元の世界に戻ったローズは、ドナの父ウィルフレッドをダーレクから救出する。ドナの家からテレポートしてドクターと再会を果たしたが、ターディスごとダーレクの本拠地に送られドクターとともに捕獲される。リアリティ・ボムでパラレルワールドを含め全ての宇宙が消滅する危機に直面するが、ドナの手により回避され救助される。ダーレク艦隊爆破後は異空間に転送されていた地球をターディスで牽引して元の座標に戻した。なお、このエピソードにおいてマーサと初めて対面する。
その後、パラレルワールドへ送り届けられる。戦いの中で生まれたドクターのコピーであるメタクライシスドクターを託され、彼とともにパラレルワールドで暮らすこととなる。

### 2009年スペシャル
再生間際の10代目ドクターが最後に出会うコンパニオンとして登場する。このときのローズは2005年1月1日の彼女であり、まだ9代目ドクターと出会っていない。正体を隠している10代目ドクターから「今年はいい年になる」と告げられ、笑顔で彼に別れを告げた。

### その後
シリーズ6『ヒトラーを殺そう！』では11代目ドクターが起動した対話ユニットがローズの姿で登場しており、彼がローズに対し罪悪感を抱いていることが明らかになった。さらに同シリーズ『ドクター最後の日』では、11代目ドクターがローズに会うつもりであることを告げていた。
50周年記念特別番組『ドクターの日』では、大量破壊兵器モメントのインターフェイスが彼女の姿を模して登場する。また、UNITのブラックアーカイブで他のコンパニオンとともに写真が掲示されている。
シリーズ10『散りゆくドクター』では新シリーズにおける他のコンパニオンとともに12代目ドクターの回想に登場する。
Disney+の新シリーズ　シーズン2の第8話「現実戦争」のラストに登場した。